# 新すぃ日本語
『新すぃ日本語』（あたらすぃにほんご）は、2003年10月から2004年3月までTBS系列で放送されていた深夜バラエティ番組である。新しい日本語の使い方を若手芸人がコントで紹介。お笑いコンビ・さまぁ〜ずと当時TBSアナウンサーだった小林麻耶が司会、武田鉄矢が「チェアマン」を務めた。

## 番組概要
「新すぃ日本語認定委員会」が、視聴者から寄せられた新語を「新すぃ日本語」として発表、その使い方を若手芸人がコントにして紹介するバラエティ番組。
2003年12月には認定された「新すぃ日本語」を紹介する本『世間に出る!新すぃ日本語100』が出版された。

## 出演者

### レギュラー出演
司会
- さまぁ〜ず（大竹一樹・三村マサカズ）
- 小林麻耶（当時TBSアナウンサー）

チェアマン
- 武田鉄矢

### コント出演（VTR）
| - 青木さやか - イワイガワ - カリカ - ザブングル - チョップリン - クワバタオハラ | - 東京03 - 友近 - ハローバイバイ - フットボールアワー - モジモジハンター - ガリットチュウ |

### ゲスト出演
- 第1回：松岡充、原史奈、山本梓
- 第2回：RIKIYA、井上和香、森下千里
- 第3回：杉浦太陽、若槻千夏、桜井裕美
- 第4回：石垣佑磨、曲山えり、上野なつひ
- 第5回：山崎裕太、吉岡美穂、仲根かすみ
- 第6回：速水もこみち、熊田曜子、安めぐみ
- 第7回：城戸裕次、杏さゆり、中川翔子
- 第8回：ウエンツ瑛士、加藤夏希、仲程仁美
- 第9回：若槻千夏、和希沙也、楊原京子
- 第10回：市原隼人、吉野紗香、安めぐみ
- 第11回：山口もえ、さくら、川瀬良子
- 第12回：平山あや、井上和香、神園さやか
- 第13回：磯山さやか、安めぐみ、金田美香
- 第14回：インリン・オブ・ジョイトイ、島崎和歌子、曲山えり
- 第15回：井森美幸、山本梓、内田さやか
- 第16回：熊田曜子、根本はるみ、佐藤千晶
- 第17回：鈴木紗理奈、吉岡美穂、岩井志麻子
- 第20回：藤崎奈々子、加藤明日美、栗田梨子
- 第22回：山川恵里佳、一戸奈未、岡本奈月

## 備考
- 2007年3月にはCS放送局のTBSチャンネルでも放送された。

## スタッフ
- 構成：桜井慎一、樋口卓治、鈴木おさむ、藤谷弥生、中村周史
- ナレーション：中村啓子
- TM：中澤健
- VE：星野一司
- カメラ：坂口司
- 照明：渋谷康治
- 音声：樋口晋作
- 美術：中西忠司
- 美術制作：鈴木直人、海上泰隆
- 大道具装置：鈴木匡人
- 大道具操作：小杉正裕
- 電飾：今村和之
- アクリル装飾：渡辺卓也
- 装飾：門間誠
- 衣装：横尾毅
- 持道具：貞中照美
- メイク：瀬田純子
- CG：タナカカツキ
- 編集：阿部芳三、田中盛泰
- MA：山下知康（TAMCO）
- 音楽：大久保晶文
- 音効：太田光則、福永真弓（共にZACK）
- 編成：渡部宗一郎
- 宣伝：小山陽介
- デスク：大澤麻子
- TK：大島倫子
- 制作協力：マルチーズ
- キャスティング：小野裕子
- AP：高橋正子
- ディレクター：堤俊博、西本誠、坂田栄治、宇野史子、田口健介
- 企画・見学：江藤俊久
- 総合演出：宮尾毅
- プロデューサー：安田淳、大久保竜
- チーフプロデューサー：園田憲
- 制作：TBSエンタテインメント（現：TBSテレビ）
- 製作著作 : TBS

## DVD
- 『新すぃ日本語』（2004年3月3日発売）販売元：ポニーキャニオン

## 書籍
- 『世間に出る!新すぃ日本語100』（2003年12月19日発売）出版元：ぴあ